# Tòni Escala
Antònia Escala (Tremp, 1961), más conocida como Tòni Escala, es una escritora española en lengua occitana; concretamente, en dialecto aranés.

## Biografía
Nace en la localidad de Tremp, provincia de Lérida (España). Es una de los autores más prolíficos en aranés, ganando en diversas ocasiones el Premio Arán de Literatura en sus diferentes modalidades; en la edición de 2011 logró alzarse con los tres premios por Lisson (narrativa), Pensamentòts (poesía) y Praube de nosatri (cuento infantil).
Ha ganado en tres ocasiones (2004, 2006 y 2008) el Premio Les Talúries de cuento en occitano y en 2007 recibe en Italia el premio internacional La Gàrdia en Jaune con la novela En vacances. También ha ganado premios en Occitania y Provenza.
En 2010, recibe el premio Lengua Viua en reconocimiento a su trabajo literario en aranés.
En 2019, tras varios años de silencio, publica el poemario 101 pensades.

## Obras literaria
- Tanplan tornèc (2004) (novela)
- En vacances (2007) (novela negra)
- T'i maridaràs (2007) (novela)
- Moria!... Èm perduts! (2009) (novela juvenil)
- Hered (2010) (novela)
- 101 pensades (2019) (poesía)